# Giangiorgio Pasqualotto
Giangiorgio Pasqualotto (Vicenza, 24 giugno 1946) è un filosofo italiano.

## Biografia
Frequenta il Liceo classico "Antonio Pigafetta" di Vicenza, dove ha come professore Giuseppe Faggin. Nel 1969, sotto la guida di Dino Formaggio, si laurea in filosofia all'Università di Padova, con una tesi sull'estetica tecnologica di Max Bense. Durante gli anni universitari diventa amico di Adone Brandalise, Massimo Cacciari, Umberto Curi, Giuseppe Duso. Per alcuni mesi è professore supplente nel suo stesso liceo vicentino, dove conosce l'ancora giovanissimo Franco Volpi.
Collabora attivamente ad alcune importanti riviste di filosofia tra gli anni Sessanta e gli anni Ottanta, come Angelus Novus, Contropiano, Il Centauro. Negli anni 1972-1974 è professore incaricato di Letteratura Artistica presso l'Istituto Universitario di Architettura di Venezia; dal 1975 insegna Storia della Filosofia presso la Facoltà di Lettere e Filosofia dell'Università di Padova, dove dal 2006 è titolare della cattedra di Estetica.
Nel 1993 è stato cofondatore dell'Associazione “Maitreya” di Venezia per lo studio della cultura buddhista. Nel 1996 ha contribuito alla nascita della rivista di filosofia orientale e comparata “Simplègadi”, animata da un gruppo di giovani studenti universitari. Nel 1999, con Adone Brandalise, è stato tra i promotori del Master in Studi Interculturali dell'Università di Padova, presso il quale ha insegnato Filosofia delle Culture. È stato direttore scientifico della Scuola Superiore di Filosofia orientale e comparativa di Rimini dal 2006 al 2009.

## Contributo teorico
Nel saggio Dall'estetica tecnologica all'estetica interculturale, Pasqualotto descrive la sua avventura intellettuale e insieme l'evoluzione del suo pensiero. In una prima fase si è formato all'estetica analitica e alla filosofia analitica del linguaggio, ma ha rilevato il loro limitato significato formale (pp. 241-243). In una seconda fase, si è rivolto al pensiero critico di Adorno e della Scuola di Francoforte, e in questo caso ha valutato che la conclusione alla quale essi giungevano, era la morte per utopia dell’estetica (pp. 243-247). In una terza fase si è rivolto al pensiero di Nietzsche, tra la fine degli anni Settanta e la fine degli anni Ottanta; Nietzsche nella Nascita della tragedia, considera Apollo e Dioniso come due istinti complementari, tanto da consentire di poter riuscire a «vedere la scienza con l’ottica dell’artista e l’arte con quella della vita»’, e a dare importanza alla saggezza del corpo. Ma quello Nietzscheano gli sembrò solo un tentativo eroico di coniugare filosofia e vita, che alla fine si rivela solo come uno straordinario tentativo di scrittura sulla vita (pp. 247-250). 
Un'insoddisfazione di fondo per gli esiti del pensiero occidentale, e la ricerca continua di nuove possibilità per il pensiero, lo hanno portato ad approfondire lo studio – iniziato già in anni giovanili – di tradizioni di pensiero esterne a quella occidentale. Il buddhismo, in particolare, ha costituito un terreno ampio di indagine e di confronto con diversi temi o autori della cultura europea; ma anche il pensiero taoista e l'esperienza della filosofia indiana hanno rappresentato nel corso degli anni un importante ambito di riflessione. Infatti, in un'ulteriore quarta fase del suo viaggio intellettuale, Pasqualotto si è rivolto all’estetica orientale come meditazione, ovvero come cammino comune verso un possibile superamento della scissione tra esperienza e riflessione (pp. 250-259). In una quinta fase, Pasqualotto si è avvicinato all’estetica di Emilio Garroni come uso critico del pensiero, quale comprensione dell’esperienza in genere all’interno dell’esperienza: in un certo senso, quindi, l’estetica andava coincidendo con la filosofia. Valutando la riflessione di Garroni prossima a quella orientale, Pasqualotto arrivò a considerare l'importanza della 'meditazione' e del 'vuoto mentale’, in base ai quali, come l’assenza di pensiero non può essere pensata senza idee, così non si possono pensare idee senza pensiero, come era stato già pensato da Eihei Dōgen (pp. 259-262). 
Nella sua sesta ed ultima fase, la riflessione di Pasqualotto ha guardato l’estetica vista con gli occhi della filosofia come comparazione e della filosofia interculturale, quindi come un ampliamento dell’orizzonte particolare dell’estetica verso una riflessione generale sui problemi cruciali dell’esistenza (pp. 262-264). Pasqualotto, infatti, è stato il primo pensatore italiano a elaborare la valenza teoretica di una filosofia come comparazione, teorizzata con rigore in  Filosofia come comparazione, distinguendola da un mero esercizio comparativo di pensieri appartenenti ad ambiti geo-filosofici differenti. Il suo pensiero ha trovato echi e possibilità di dialogo con filosofi italiani, come Giuseppe Cacciatore, Giuseppe Cognetti, Giovanni Leghissa, e stranieri come Raul Fornet-Betancourt, Heinz Kimmerle, François Jullien, Ram A. Mall, Ryōsuke Ōhashi, Raimon Panikkar, Georg Stenger, Franz Wimmer.
Tra la fine degli anni Novanta e l'inizio degli anni Duemila ha contribuito all'introduzione in Italia della Filosofia giapponese contemporanea e in particolare allo studio del pensiero di Nishida Kitarō e della Scuola di Kyoto, a cominciare dall'importante opera di Nishida L’io e il tu, e poi con gli altrettanto importanti Uno studio sul bene e Problemi fondamentali della filosofia, accompagnati sempre da un saggio interpretativo che è rimasto sostanzialmente invariato nel corso degli anni. Parallelamente ad altri autori, si è misurato dai primi anni Duemila con il tentativo di delineare temi e metodi per una filosofia interculturale che costituisce il campo di maggior impegno e interesse della sua ricerca, congiuntamente a una riflessione estetica sulle forme dell'arte dell'Asia orientale.
Riassumendo gli elementi chiave del pensiero di Pasqualotto, potremmo individuare due componenti fondamentali: il concetto di Ermenuetica interminabile e quello di Dialogo interculturale Il concetto di Ermenuetica interminabile prevede come elementi: 1. il pensiero come 'comparazione originaria'; 2. il sapere come 'ambito problematico sempre aperto', rispetto al quale non si dà mai una verità stabile, ma sempre problematica, inscritta cioè in un processo inesauribile di ricerca; 3. il concetto di 'impermanenza' (mutuata dal concetto buddhista di 'anatta') come struttura relazionale di tutto ciò che è, in base alla quale tutto ciò che è, è un ‘nodo’ di relazioni in continua trasformazione ed evoluzione processuale. Il concetto di Dialogo interculturale prevede come elementi: 1. la 'meditazione' come ‘vuoto mentale’ e ‘consapevolezza’ - mindfulness - del senso critico del pensiero radicato nel presente; 2. l'apertura - conseguente alla compresenza degli elementi precedenti – dell’orizzonte di una riflessione generale sui problemi cruciali dell’esistenza, orizzonte tipico della filosofia interculturale. Pasqualotto precisa chiaramente la specifica forma di rapporto comparativo che viene attivato nell'orizzonte della filosofia interculturale, rapporto detto 'a tre variabili interdipendenti':
<L’orizzonte di una filosofia interculturale dovrebbe invece tendere a porsi come linea immaginaria di uno spazio illimitato pronto ad ospitare quelle specifiche pratiche interculturali che sono gli esercizi in atto di filosofia in quanto comparazione. Per evitare le conseguenze contraddittorie a cui conducono sia le prospettive multiculturali, sia le utopie universaliste, è necessario precisare la natura e la funzione della specifica forma di rapporto che si viene ad attivare nell’orizzonte della filosofia interculturale. La modalità di tale rapporto può essere definita 'a tre variabili interdipendenti': due sono costituite da pensieri o ambiti di pensieri tra loro diversi, e la terza è costituita da un soggetto (individuale o culturale) che li pone a confronto. L’essenziale di questa modalità di rapporto è che nessuna delle tre variabili sussiste autonomamente, prima, dopo o a parte rispetto alle altre due: in particolare, è importante evidenziare che il soggetto risulta sempre e necessariamente implicato nella pratica della comparazione, al punto che tale pratica lo forma e lo trasforma: il suo sguardo è ‘impuro’ fin dall’inizio, perché fin dall’inizio viene condizionato e prodotto da una serie – virtualmente infinita – di osservazioni comparative.>
Fra i temi affrontati più di frequente dalla riflessione di Pasqualotto, ricordiamo: 1. il tema dell’identità, in base al quale essa non è alcunché di rigido e identitario, ma poiché l’essente è nodo di relazioni, l’identità si dà come intreccio di infinite relazioni, ovvero come compresa in una sua problematica autonomia; 2. il tema del soggetto che, in quanto costitutivamente interessato da molteplici relazioni, nel suo ricercare il senso del realtà del mondo, non è un osservatore disincarnato e disinteressato, o imparziale, ma è compreso nel rilevamento di quel senso nella trasformazione di sé e della realtà; 3. il tema del corpo, in base al quale esso è la mente e, insieme, la condizione prima della conoscibilità del mondo; in questo senso il tragitto di Pasqualotto ha sicure relazioni al tema odierno della ‘cognizione incorporata’ e della Filosofia del corpo; 4. il tema del concetto di ‘processo’, in base al quale la realtà è un insieme di processi: ciò che è, in quanto 'nodo' potenzialmente infinito di relazioni, diviene processualmente, concezione che deriva a Pasqualotto direttamente dalle filosofie orientali, in particolare dal buddhismo; 5. il tema dell’illuminismo in base al quale i limiti della ragione possono venir posti soltanto dalla ragione stessa, come era stato già perfettamente considerato dalla Dialettica dell'illuminismo di Horkheimer e Adorno nel 1944; 6. il tema delle pratiche filosofiche e della pratica artigianale; 7. il tema dei diritti umani che non è solo un tema accessorio rispetto al suo pensiero; su questo versante pare giocarsi una partita più grande, che, ai temi della ‘libertà condizionata’, della natura dell’individuo e del fenomeno della globalizzazione unisce una profonda preoccupazione per i destini dell’umanità. A tal proposito Pasqualotto pare essere abbastanza pessimista, un pessimismo attivo non passivo. Egli dice, infatti, nella premessa alla nuova edizione del Tao della filosofia, queste precise parole:
<È da osservare tuttavia che le tematiche della filosofia comparata, della filosofia come comparazione e della filosofia interculturale non hanno avuto e continuano a non avere risonanze significative all’interno del dibattito filosofico nazionale e internazionale. Le ragioni di questa scarsa ricaduta sono molteplici e di varia natura. Forse vi sono alla base difficoltà intrinseche ai modi in cui tali tematiche sono state formulate e proposte; ma è anche da dire, a tale proposito, che finora non vi è stata alcuna proposta critica che abbia messo in luce tali ipotetiche difficoltà. È da ritenere, allora, che le ragioni di questa debolissima risonanza siano, almeno in parte ma in primo luogo, da far risalire alle rigidità delle discipline accademiche che mal sopportano non solo le contaminazioni interdisciplinari ed interculturali, ma anche i semplici ponti che tentano di mettere in comunicazione diverse discipline, culture e civiltà. In secondo luogo – ma, dovremmo dire, ad un secondo, più basso, livello – si dovrebbero tener presenti le ragioni o, meglio, i ‘sentimenti’ che hanno a che fare più da vicino con germi xenofobi mai estinti, con residui di fondamentalismi religiosi e con rigurgiti di tipo razzista che infestano non solo l’Italia e non solo l’Europa. Ci sembra, anzi, che le tendenze che germinano da tali poltiglie psicologiche e ideologiche si stiano facendo sempre più invadenti ed arroganti. Questa riedizione del Tao della filosofia può forse costituire un frammento ancora utile a tenere aperta qualche piccola fessura di luce in un orizzonte culturale che, nonostante le aperture imposte dalla globalizzazione, si fa sempre più stretto e più cupo.>
Al fondo delle intenzioni di Pasqualotto, c’è un atteggiamento ecologico e agnostico, - fino addirittura a concepire la possibilità dell’essere ‘apolide’ -, e consapevole - una consapevolezza nel senso di mindfulness - nei confronti della natura della mente e della psicologia umane, al punto che, alla disillusione per la possibilità di integrazione nella vita psicologica occidentale delle pratiche meditative orientali, si unisce la preoccupazione e l’impegno sociale e politico, forse considerando la marginalità dell’intellettuale nelle grandi vicende della contemporaneità, ma insieme sempre anche con un’apertura di orizzonte per una riflessione generale sui problemi cruciali dell’esistenza.

## Principali pubblicazioni
- Avanguardia e tecnologia. Walter Benjamin, Max Bense e i problemi dell'estetica tecnologica, Roma, Officina, 1971;
- Teoria come utopia. Studi sulla Scuola di Francoforte (Marcuse, Adorno, Horkheimer), Verona, Bertani, 1974;
- Storia e critica dell'ideologia, Padova, CLEUP, 1978;
- Oltre l'ideologia: «Il Federalista», Roma, Ist. dell'Enciclopedia Italiana, 1979;
- Pensiero negativo e civiltà borghese, Napoli, Guida, 1981;
- Saggi di critica, Padova, CLEUP, 1981;
- Saggi su Nietzsche, Milano, Franco Angeli, 1985;
- Il Tao della filosofia. Corrispondenze tra pensieri d'Oriente e d'Occidente, Parma, Pratiche, 1989;
- Estetica del vuoto. Arte e meditazione nelle culture d'Oriente, Venezia, Marsilio, 1992;
- Illuminismo e illuminazione: la ragione occidentale e gli insegnamenti del Buddha, Roma, Donzelli, 1997;
- Yohaku: forme di ascesi nell'esperienza estetica orientale, Padova, Esedra, 2001;
- East & West. Identità e dialogo interculturale, Venezia, Marsilio, 2003;
- Il Buddhismo: i sentieri di una religione millenaria, Milano, Bruno Mondadori, 2003;
- Figure di pensiero. Opere e simboli nelle culture d'Oriente, Venezia, Marsilio, 2007;
- Oltre la filosofia, percorsi di saggezza tra oriente e occidente, Vicenza, Colla, 2008;
- Dieci lezioni sul buddhismo, Venezia, Marsilio, 2008;
- Per una filosofia interculturale (a cura di), Milano, Mimesis Edizioni, 2008;
- Taccuino giapponese, Udine, Forum, 2009;
- Tra Occidente ed Oriente: interviste sull'intercultura ed il pensiero orientale (a cura di Davide De Pretto), Milano, Mimesis Edizioni, 2010;
- Filosofia e globalizzazione, Milano, Mimesis Edizioni, 2011;
- Alfabeto filosofico, Venezia, Marsilio Edizioni, 2018;
- La via buddhista della meditazione, Quaderni di Meditazione n. 7, Corriere della Sera, Milano, RCS, 2020.